# 木村駿吉

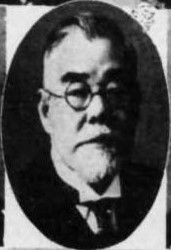
木村駿吉

木村 駿吉（きむら しゅんきち、1866年11月8日（慶応2年10月2日） -  1938年10月6日）は、明治から昭和期の物理学者、工学者、教育者。日本海軍の軍属（技師）、特許弁理士のほか、第一高等中学校（現・東京大学）教授、立教学校（現・立教大学）教頭、第二高等学校（現・東北大学）教授、海軍大学校教授を歴任。海軍技師として、日露戦争の勝利に貢献した三六式無線電信機を開発したことでも知られる。

## 経歴
幕臣・木村摂津守喜毅（木村芥舟）の三男として江戸（芝 新浅座、現在の港区浜松町1丁目あたり）で生まれた。父・芥舟は、江戸幕府の海軍伝習所取締として日本の海軍創設に関わり、日本への西洋の科学技術導入の黎明期で活躍し、軍艦奉行として咸臨丸を指揮し、日本人による初の太平洋往復の渡航を成功させた人物である。
駿吉は東京大学予備門を経て、1888年7月、帝国大学理科大学物理学科を卒業し、さらに大学院で学ぶ。時期は不明だが、植村正久から洗礼を受ける。
1889年7月、院生のまま第一高等中学校嘱託教員となる。同年9月、明治女学校にできた高等科で理化・天文学を教える。
翌1890年、第一高等中学校教諭となった後、同年10月に教授となった。内村鑑三を一高に推薦し、内村は嘱託教員となった。翌1891年1月、内村鑑三が一高講堂で行われた教育勅語奉読式で最敬礼をせず（軽く頭は下げている）に降壇したことが問題となり不敬事件となるが、当日、木村は欠席していた。事態を重く見た校長の木下広次が内村に最敬礼を依頼し、内村は同意したが、病床にいたため本人は行くことができず、代わりに木村が行った。しかし木村も翌月2月に連座で非職となった。
同年1891年9月、立教学校（現・立教大学）の教頭に就任。
1893年8月、立教学校を辞任し、アメリカに留学し、ハーバード大学大学院に学ぶ。翌1894年にはイェール大学大学院へ移り、1896年7月まで学んだ。
帰国後、1896年9月から第二高等学校教授を務めた後、1900年3月、海軍に奉職し、海軍大学校教授・無線電信調査委員となった。以後、イギリス出張、海軍技師・横須賀工廠造兵部員、ドイツ出張、無線電信改良委員、艦政本部員兼造船廠電気部員を歴任し、1914年3月に免官となった。
海軍退職後に、日本無線電信電話会社取締役となった。墓所は多磨霊園。
ロンドンで下宿を訪れ親友となった南方熊楠には「木村駿吉博士は無双の数学家だが、きわめてまた経済（お金のやりくり）の下手な人である。」という木村駿吉評がある。

## 無線電信調査委員会

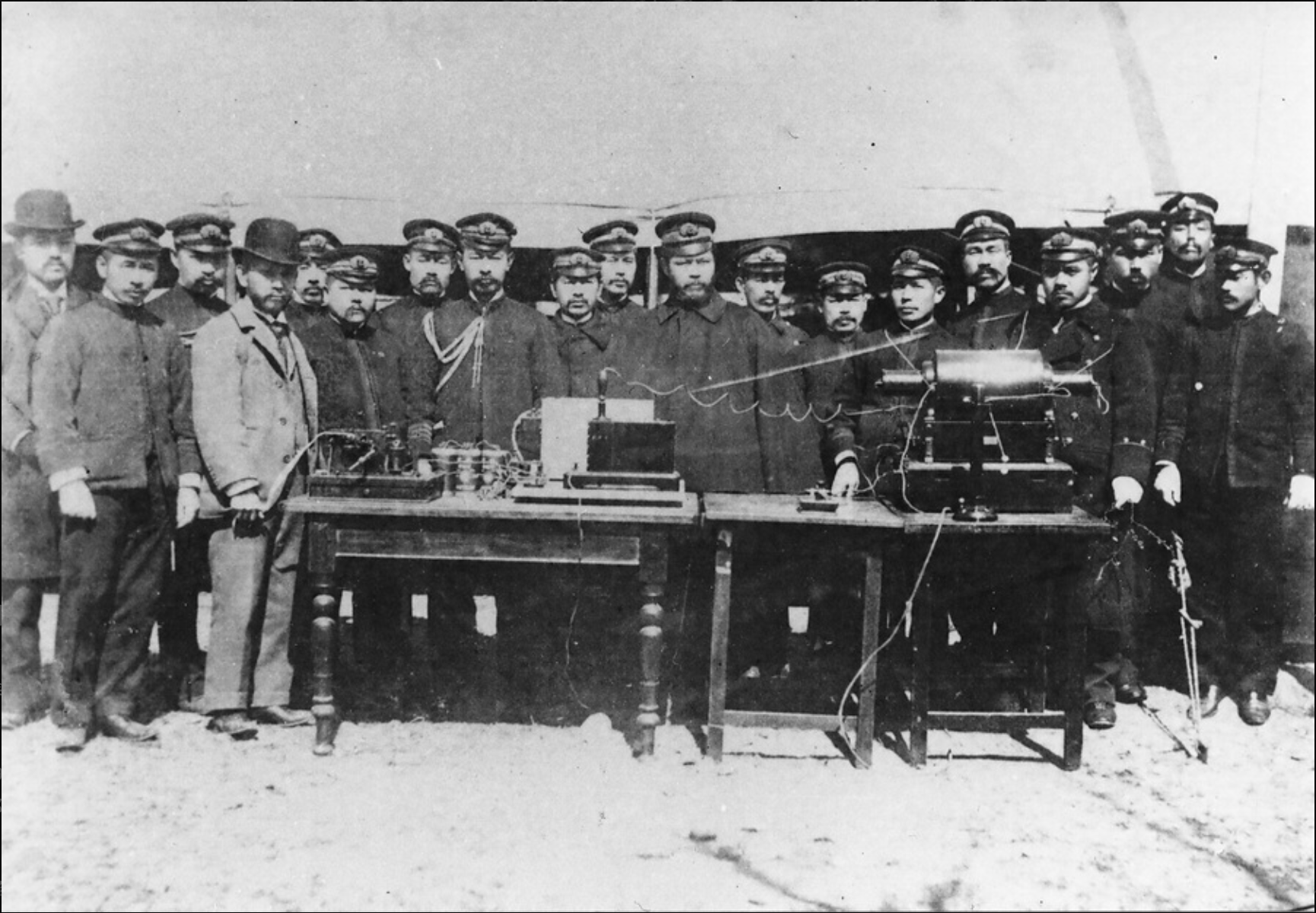
木村駿吉（前列平服）と大日本帝国海軍無線電信調査委員会およびその実験装置　【1900年】

海軍時代の最大の功績は、艦船用無線電信機の開発に貢献したことである。
グリエルモ・マルコーニが無線電信を実用化してからしばらくして、逓信省技師・松代松之助が電気試験所で無線電信について研究を始めた。それを見学した外波内蔵吉海軍中佐と、留学先でアメリカ海軍が米西戦争の実戦で使用するマルコーニ無線電信機を観戦武官として観察した秋山真之海軍大尉が海軍軍令部に進言し、海軍大学校が逓信省と共同研究する形で1900年に無線電信調査委員会が設置された。　外波中佐を委員長として海軍がその費用を負担するこの委員会に兄・浩吉の仲立ちで任命された木村は、技術面に強くやはり委員となった松代とともに海外文献の入手・理解と理論面に強い学者として中心的な役割を果たし、委員会は3年以内に80海里の距離間で使用できる無線電信を開発することを目標に掲げた。
1901年には三四式無線電信機を完成させ、海軍の仮装巡洋艦以上の主要艦すべてに配備・運用する為にすでに電気器具科（蒸気発電機、探照灯(探海燈)、電話器など）と通信術科（信号旗、有馬・釜屋式手旗、有線電信など）のあった横須賀の海軍水雷術練習所で技師養成を始め、改良の為の試験研究所も同所内長浦湾の鯛ケ崎にアンテナ塔とともに設置された。　汐留や築地にあった委員会はその委員が教官と研究者となって横須賀へ移り、発展的に解消された。1903年には三六式無線電信機が制式採用され、海軍技官となった卒業生と共に配備された。
この無線機により「信濃丸」のバルチック艦隊発見が通報され、また、日本海海戦中も艦船間の情報交換が可能となり、その勝利に貢献した。

## 栄典
位階
- 1896年（明治29年）10月30日 - 正七位[10]
- 1898年（明治31年）12月22日 - 従六位[11]
- 1901年（明治34年）12月10日 - 正六位[12]
- 1905年（明治38年）5月9日 - 従五位[13]
- 1910年（明治43年）6月11日 - 正五位[14]
- 1914年（大正3年）4月20日 - 従四位[15]

勲章
- 1904年（明治37年）4月9日 - 勲五等双光旭日章[16]
- 1906年（明治39年）4月1日 - 勲三等旭日中綬章・明治三十七八年従軍記章[17]

## 著書
記述様式は、Webcat に従っている。出版年順。
- 科學の原理 / 木村駿吉著. -- 金港堂, 1890.
- 物理學現今之進歩 / 木村駿吉著 ; 卷1 - 卷6. -- 内田老鶴圃, 1890.
- Shunkichi Kimura, On the nabla of quaternions, Reprinted from annals of mathematics, vol. 10, no. 5. -- [s.n.], 1896.
- 四元法講義 = Lectures on quaternions / 木村駿吉講述 ; 波木井九十郎編輯 ; 第1冊. -- 内田老鶴圃, 1897.
- スフェリカル ハルモニックス講義 : 緒論 / 木村駿吉著. -- 大日本圖書, 1898.
- 磁氣及電氣 / 木村駿吉著 ; 第1冊, 第2冊, 第3冊. -- 内田老鶴圃, 1898.
- 世界之無線電信 : 戦役紀念 / 木村駿吉著. -- 内田老鶴圃, 1905.
- イムピーダンス / 木村駿吉著. -- 内田老鶴圃, 1914.
- ポテンシオメートル / 木村駿吉著. -- 内田老鶴圃, 1914.
- レジスタンス / 木村駿吉著. -- 内田老鶴圃, 1914.
- 趣味の電氣 / 木村駿吉著. -- 内田老鶴圃, 1914.
- 川村清雄 作品と其人物 / 木村駿吉著. -- 私家版, 1926.
- 日本海軍初期無線電信思出談 / 木村駿吉述. -- 海軍省教育局, 1935. -- (思想研究資料 / 海軍省教育局 [編] ; 号外)

### 編書
- 新編物理學 / 木村駿吉編 ; 上, 下. -- 内田老鶴圃, 1890.
- 精神的基督教 / 木村駿吉編. -- 内田老鶴圃, 1890.
- 新編小物理學 / 木村駿吉編. -- 増訂. -- 内田老鶴圃, 1892.
- 新編中物理學 / 木村駿吉編. -- 内田老鶴圃 (發兌), 1893.
- ダクチル・タングステンの発明 / 木村駿吉編. -- 内田老鶴圃, 1918.

### 訳書
- 物理學原論 / アルフレッド・ダニエル著 ; 木村駿吉補訳 ; 第1冊 - 第4冊. -- 内田老鶴圃, 1892.
- 電氣學術之進歩 / メンデンホール著 ; 木村駿吉, 重見經誠合譯述. -- 内田老鶴圃, 1893.
- 物理般論 : 自習及講義用 / エヅァルド・リーケ原著 ; 木村駿吉譯述 ; 第1 卷, 第2卷. -- 大日本圖書, 1901.

## 家族
- 父： 木村喜毅 = 木村芥舟
- 兄： 木村浩吉（海軍少将）
- 娘婿： 津留信人（海軍大佐）、桜井忠武（桜井忠温弟、海軍中将）、税所篤二（小野英二郎二男、美術評論家）[18]

## 原典
1. 1 2 3 4 5 6 7  湘南科学史懇話会 『木村駿吉年表』
2. 1 2  湘南科学史懇話会 『木村駿吉の業績と生涯』
3. ↑  古賀 敬太「内村鑑三とその時代（１）―不敬事件」『国際研究論叢 : 大阪国際大学紀要』第35巻第1号、大阪国際大学、2021年10月、21-42頁、ISSN 09153586。
4. ↑  小松 醇郎 『「幕末・明治初期数学者群像」（下）』吉岡書店 1991/7/1
5. ↑  『立教学院百五十年史』 第一巻、108頁
6. ↑  RFワールド 『横須賀無線史』 第2回無線通信調査委員の横須賀集結から,日本海海戦,世界初の無線電話機の開発まで 安池尋幸,太田現一郎,青木猛 CQ出版社 (PDF)
7. ↑  南方熊楠. “ロンドンの下宿”. 2024年4月5日閲覧。
8. 1 2  安池尋幸/太田現一郎/青木 猛 「横須賀無線史」第2回　-無線電信調査委員の横須賀集結から，日本海海戦，世界初の無線電話機開発まで-　RF/ワールド　No.41、CQ出版
9. 1 2  “海軍水雷学校跡碑”. 2024年3月17日閲覧。
10. ↑  『官報』第4004号「叙任及辞令」1896年10月31日。
11. ↑  『官報』第4646号「叙任及辞令」1898年12月23日。
12. ↑  『官報』第5533号「叙任及辞令」1901年12月11日。
13. ↑  『官報』第6556号「叙任及辞令」1905年5月11日。
14. ↑  『官報』第8091号「叙任及辞令」1910年6月13日。
15. ↑  『官報』第516号「叙任及辞令」1914年4月21日。
16. ↑  『官報』第6255号「叙任及辞令」1904年5月10日。
17. ↑  『官報』第7091号・付録「叙任及辞令」1907年2月21日。
18. ↑  木村駿吉『人事興信録』第8版 [昭和3(1928)年7月]